# Quirinalia
Les Quirinalia ou Stultorum Feriae (« Fête des Fous »)  dans la Rome antique, constituaient en une fête religieuse qui se célébrait en l'honneur du dieu Quirinus, le treizième jour avant les calendes de mars, c'est-à-dire le 17 février, sur le col du Quirinal, où s'élevait le temple du dieu.